# Hofsjökull (volcan)
Pour l’article homonyme, voir Hofsjökull.
L'Hofsjökull est un volcan d'Islande situé dans le centre du pays. Cette caldeira est entièrement recouverte par une calotte glaciaire, l'Hofsjökull.